# Fatick (region)

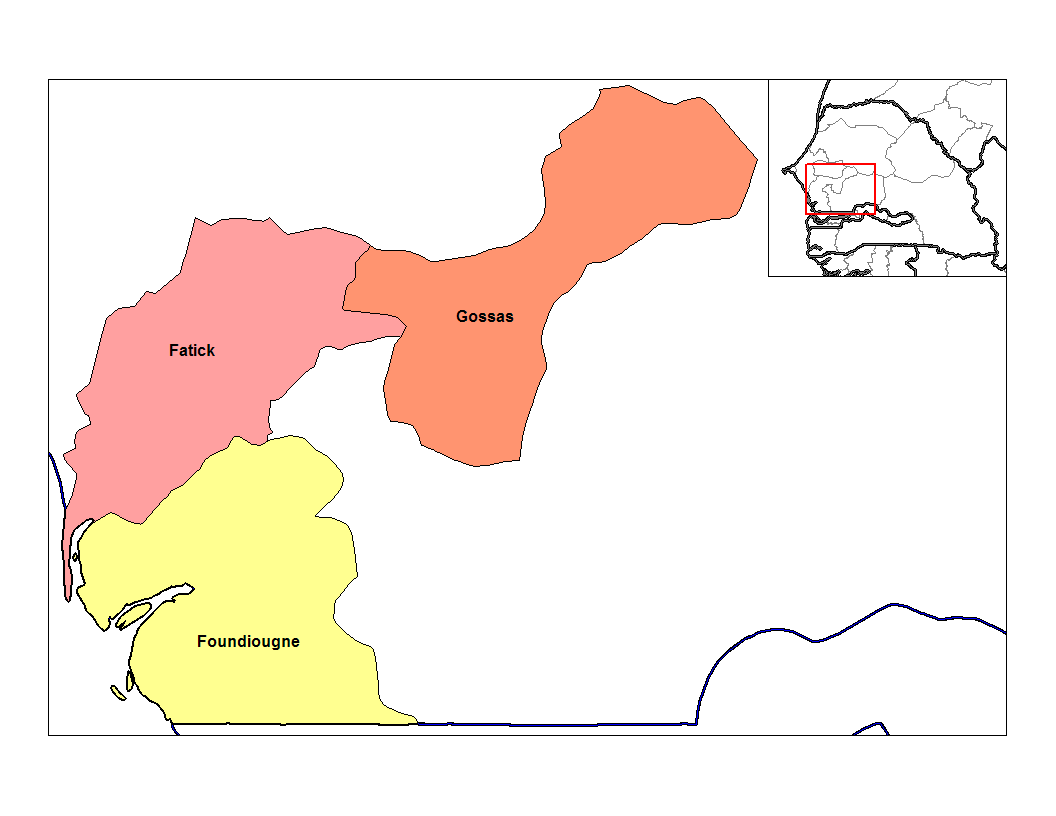
Departementen i Fatickregionen.

Fatick är en av Senegals fjorton regioner och ligger i västra delen av landet, nordväst om Gambia. Den beräknades ha 761 710 invånare 2015, på en yta av 6 849 km². Administrativ huvudort är staden Fatick. Området kallas även Jinnak Bolon.

## Administrativ indelning
Regionen är indelad i tre departement (département) som i sin tur är indelade i kommuner (commune), arrondissement och rurala kommuner (communaute rurale).
Faticks departement
- Kommuner: Diakhao, Diofior, Fatick
- Arrondissement: Fimela, Ndiob, Niakhar, Tattaguine

Foundiougnes departement
- Kommuner: Foundiougne, Karang Poste, Passy, Sokone, Soum
- Arrondissement: Djilor, Niodior, Toubacouta

Gossas departement
- Kommuner: Gossas
- Arrondissement: Colobane, Ouadiour